# ピスミス24-1
ピスミス24-1（Pismis 24-1）は、地球からおよそ5,500光年離れたところにある、散光星雲NGC 6357の中に含まれる散開星団ピスミス24の中で最も明るい恒星。かつては、既知の恒星の中で最も質量が大きいと考えられていたが、現在ではそれが少なくとも3つの恒星の合成の結果であることがわかっている。それでも、既知の恒星の中でも有数の光度と質量を持つには違いない。

## 歴史

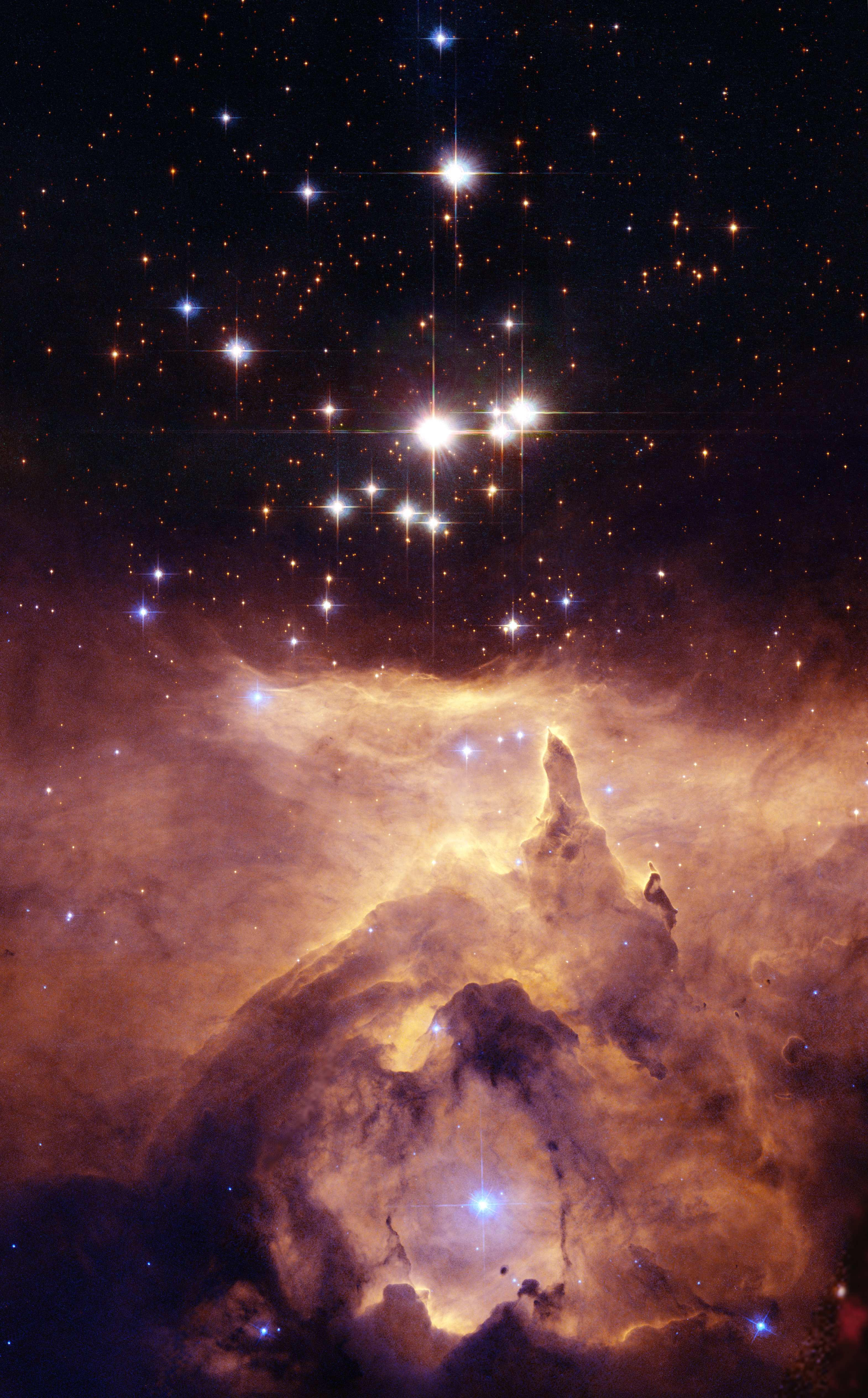
ハッブル宇宙望遠鏡が撮影したNGC 6537及びピスミス24（画像上部の星団）の高解像度画像。ピスミス24の中で最も明るい恒星がピスミス24-1。出典: NASA, ESA & Jesús Maíz Apellániz (Instituto de Astrofísica de Andalucía, Spain)

元々は、コルドバ掃天星表でCD-34°11671、ヘンリー・ドレイパーカタログの拡張版でHD 319718として収録されていた恒星である。それ以前に、ジョン・ハーシェルが既に二重星として記録しており、ハーシェルの2つの光源はその後ピスミス24の研究が進むにつれ、明るい方がピスミス24-1、暗い方がピスミス24-17（更には、ピスミス24-17もピスミス24-16系との重星）であることがわかってきた。
HII領域NGC 6537に囲まれた、小さな星の密集領域は、1959年のピスミスの報告以降、1個の散開星団として認識されるようになった。このピスミスの報告で、24番目に挙げられた散開星団であることから、ピスミス24と呼ばれる。その後、ピスミス24はまず15の恒星に分解され、そのうち12の恒星が星団の一員であり、ピスミス24-1はその中で最も明るい恒星で、超巨星であると考えられた。更に詳しい観測によってピスミス24-1は、O3.5型超巨星とO4型の巨星が、大体600AUくらい離れて存在する連星で、更に超巨星の方は分光連星であることがわかった。

## 星系
ピスミス24-1系のうち、2つの成分は実視連星であり、重星の方位角の向きから、NEとSWという記号で識別される。
ピスミス24-1NEは、ピスミス24-1SWよりもやや明るく高温にみえるが、分光連星である。ピスミス24-1は、早くから視線速度の大きな変化が報告され、連星軌道に起因するものと予想されており、ピスミス24-1NEとピスミス24-1SWに分解された際に、ピスミス24-1NEに特徴的なスペクトル成分で、先に報告された視線速度の変化と一致がみられたことで、ピスミス24-1NEの方が連星であることがわかった。
ピスミス24-1は食連星でもあり、その変光周期はおよそ2.4日である。周期からすると、食を起こしているのはピスミス24-1NEの2つの恒星とみられるが、ピスミス24-1NEと24-1SWの光度曲線を区別できているわけではない。ピスミス24-1の光度曲線の形状は対称的で、これは公転軌道が円に近く、食連星の2つの恒星が質量も温度も似ていることを意味する。
重星カタログでは、ピスミス24-1はもっと暗い恒星を含む多重星として収録されているが、見かけの大きさが2分しかない散開星団の一員であるので、星団の他の恒星と重星にみえるのも無理はない。

## 特徴
ピスミス24-1NEの2つの恒星は、視覚的に分離はできないが、光度曲線から食の分析をすることで、2つの恒星がほぼ同じ有効温度、およそ42,000Kであることがわかった。2つの恒星を合わせて、光度は太陽のほぼ80万倍、それぞれの恒星の光度は、太陽光度の40万倍に近いとみられる。2つの恒星を合成してのスペクトル型は、O3.5 If*型となっており、これは窒素イオンの輝線、特に3階電離窒素の輝線が、2階電離窒素の輝線と同等以上に強く、ヘリウム原子の輝線は弱いO型超巨星であることを表している。それぞれの恒星のスペクトル型は求められておらず、どちらも似たようなスペクトル型と仮定して考えられている。単独星として計算したピスミス24-1NEの質量は、太陽の74倍、初期質量だと太陽の97倍となるが、各恒星はそれより小さく、初期質量で太陽の64倍程度と推定される。ピスミス24-1の近傍からは、X線も検出されており、そのスペクトルからは硬X線と軟X線、2種の温度の成分があると予想される。これは、一般的に高温の近接連星同士の恒星風が衝突することで発生すると解釈され、X線源がピスミス24-1NEであることを示唆する。
ピスミス24-1SWは、みたところ単独星で、スペクトル型はO4 III(f+)、有効温度はスペクトル型からしておよそ40,000K、3階電離窒素の輝線が2階電離窒素の輝線より弱く、ヘリウム輝線も弱いのに加え、3階電離ケイ素イオンの輝線がみられるのが特徴である。光度は太陽のおよそ65万倍で、質量は太陽の66倍程度とみられる。
初期に理論計算で推定されたピスミス24-1の質量は、太陽の291倍或いは210倍で、理論的に可能な恒星質量の上限（太陽質量の150倍程度）を大幅に超えていた。この推定は、ピスミス24-1を構成する天体が2つ、3つと増え、恒星大気の理論が更新されるにつれて縮小し、現在の推定は、星形成理論で許される範囲に収まっている。